# San Maurizio (Mantua)
Die Kirche San Maurizio, eine Filialkirche der Pfarrei San Barnaba, befindet sich in der Via Chiassi in Mantua.

## Geschichte
Das Bauvorhaben und die Überwachung der Arbeiten wurden von den Theatinern, dem religiösen Orden, dem das angrenzende Kloster gehörte, dem Architekten Antonio Maria Viani, Präfekt der herzoglichen Gebäude der Gonzaga, anvertraut. Sie wurde 1616 für die Öffentlichkeit zugänglich gemacht. Die heutige Fassade stammt aus dem Jahr 1731. Während der französischen Besatzung wurde die Kirche, die zuvor den Heiligen Mauritius und Margarete geweiht war, von 1808 bis 1814 zu einer Militärpfarrei mit dem nicht zufälligen Titel San Napoleone. Nach der Rückkehr der Österreicher erhielt die Kirche den Titel San Maurizio und wurde mit der Pfarrei San Barnaba zusammengelegt, deren gleichnamige Kirche sich in derselben Via Chiassi befindet. Im Jahr 1957 wurde sie für den Gottesdienst, auch als Folge der Schäden durch die Bombardierung des Zweiten Weltkriegs, geschlossen.

## Beschreibung
Der Innenraum besteht aus einem einzigen Schiff mit drei Kapellen auf jeder der beiden Seiten und einer elliptischen Kuppel. In der Kirche befinden sich wichtige Gemälde aus dem 17. Jahrhundert von bedeutenden Künstlern wie Giuseppe Bazzani, Ludovico Carracci, Jacob Denys, Frans Geffels, Lorenzo Garbieri. In der ersten Kapelle auf der linken Seite befindet sich der Grabstein des 1526 in Matua verstorbenen Giovanni dalle Bande Nere.
Vincenzo II. Gonzaga († 1627), siebter Herzog von Mantua, wurde hier begraben.

### Kunstwerke
Unter den in der Kirche befindlichen Gemälden sind:
- Ludovico Carracci, Martyrium der hl. Margarete, Altarbild, (1616).
- Frans Geffels, Kreuzerhöhung.
- Jacopo Borbone, Verkündigung.
- Lorenzo Garbieri, Martyrium der hl. Felicita, (1580–1654).
- Lorenzo Garbieri, Massaker an den Söhnen der hl. Felicita.
- Jacob Denys, sieben große Gemälde an den Seiten des Presbyteriums, darunter die Erscheinung der Madonna mit dem Kind vor den Heiligen Margarete und Mauritius und die Seligen des Theatinerordens.
- Zuschreibung unsicher, Madonna mit Kind, hl. Mauritius und hl. Margarete.